# The Freak Show
| Recensione | Giudizio |
| ---------- | -------- |
| Rockol     | 7/10     |

The Freak Show è il terzo album del cantautore marchigiano Naska, pubblicato da Thamsanqa l'11 ottobre 2024.

## Tracce
Testi e musiche di Andrea Bonomo, Diego Caterbetti e Lorenzo Buso, eccetto dove indicato.
1. E mi diverto – 2:46
2. Scappati di casa (62015) – 3:13
3. Berlino (feat. Greg Willen e Gemitaiz) – 3:13 (Andrea Bonomo, Davide De Luca, Diego Caterbetti, Lorenzo Buso)
4. Non me lo merito – 3:21
5. La mamma di **** – 3:02
6. Baby Don't Cry – 3:04
7. Piccolo – 3:03
8. Corona di spine – 2:37
9. Horror 2 – 3:31
10. Pagliaccio – 2:39 (Andrea Bonomo, Daniele Autore, Diego Caterbetti, Lorenzo Buso)

Durata totale: 30:29
Traccia bonus (edizione deluxe)
1. Come te – 2:50

## Classifiche
| Classifica (2024) | Posizione massima |
| ----------------- | ----------------- |
| Italia            | 9                 |